# Bílhorod-Dnistróvskyj
Bílhorod-Dnistróvskyj (ukrainsk: Бі́лгород-Дністро́вський}; rumænsk: Cetatea Albă; russisk: Бе́лгород-Днестро́вский), historisk kendt som Akkerman' (tyrkisk: Akkerman), er en by, hromadaen (kommunen) og en havn beliggende på højre bred af Dnestr Liman (Dnestr flodmunding, der fører til Sortehavet). i Odessa oblast i det sydvestlige Ukraine, i det historiske område Budjak. Den fungerer også som administrativt centrum for Bílhorod-Dnistróvskyj rajon, et af syv distrikter i Odessa oblast. Her ligger en stor fragthavn.
Byen havde i 2021 en befolkning på omkring 48.197 mennesker.

## Galleri
- det indre af Fort Akkerman.
- Udgravninger foran Akkerman.
- Fort Akkerman set fra havet
- Fort Akkermans mure
- Luftfoto af Fort Akkerman
- Gymnasiet Bilhorod-Dnistrovs'kyj
- Synagoge
- Lokalmuseum
- Jaroszewicz Manor
- Kristi Himmelfartskatedralen
- Sankt Johannes Kirke
- Sankt Nicholas Kirke
- Armensk kirke fra det 14. århundrede
- Kirke og indkøbscenter